# Xylospongium

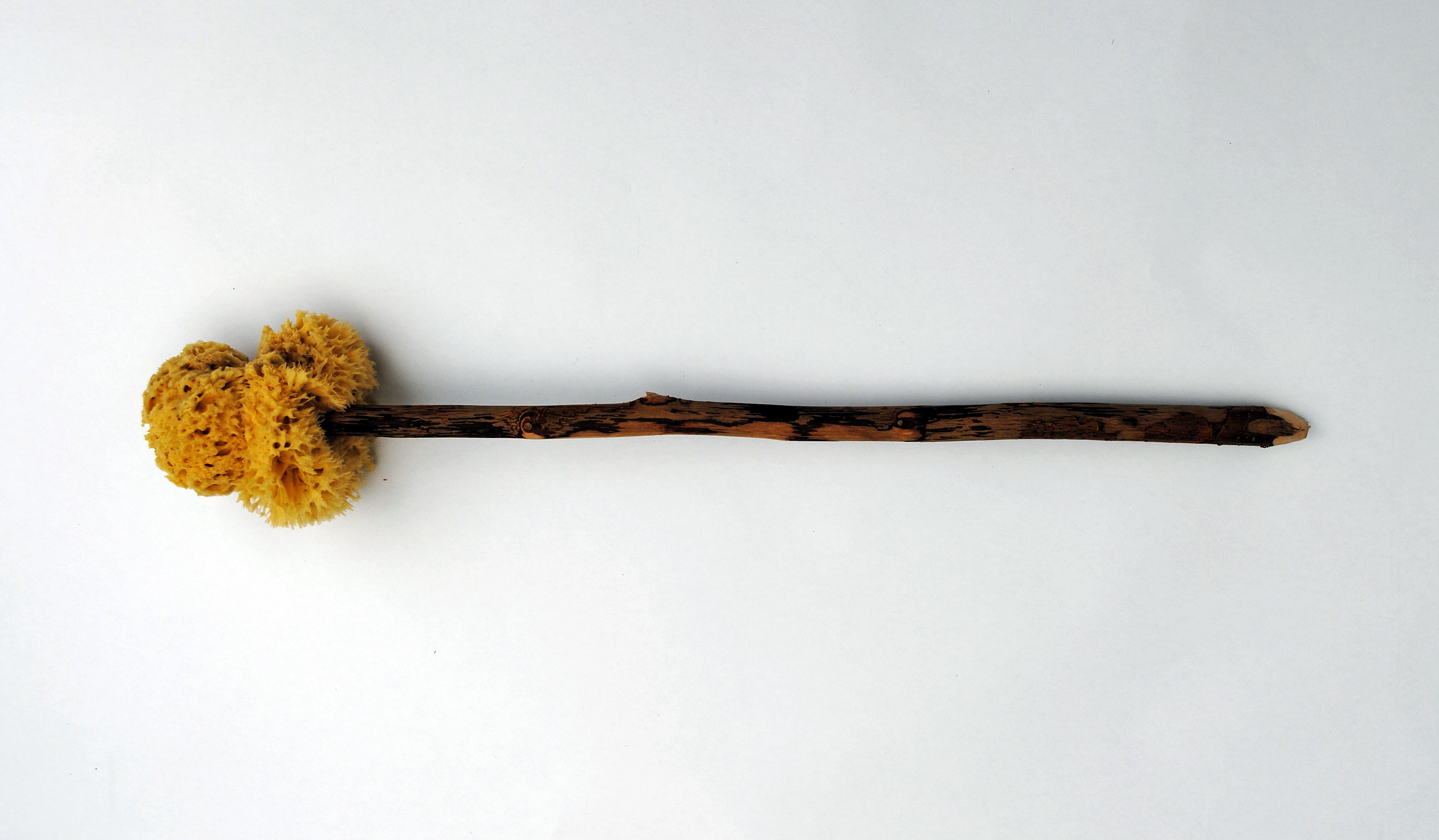
Xylospongium (Replica).

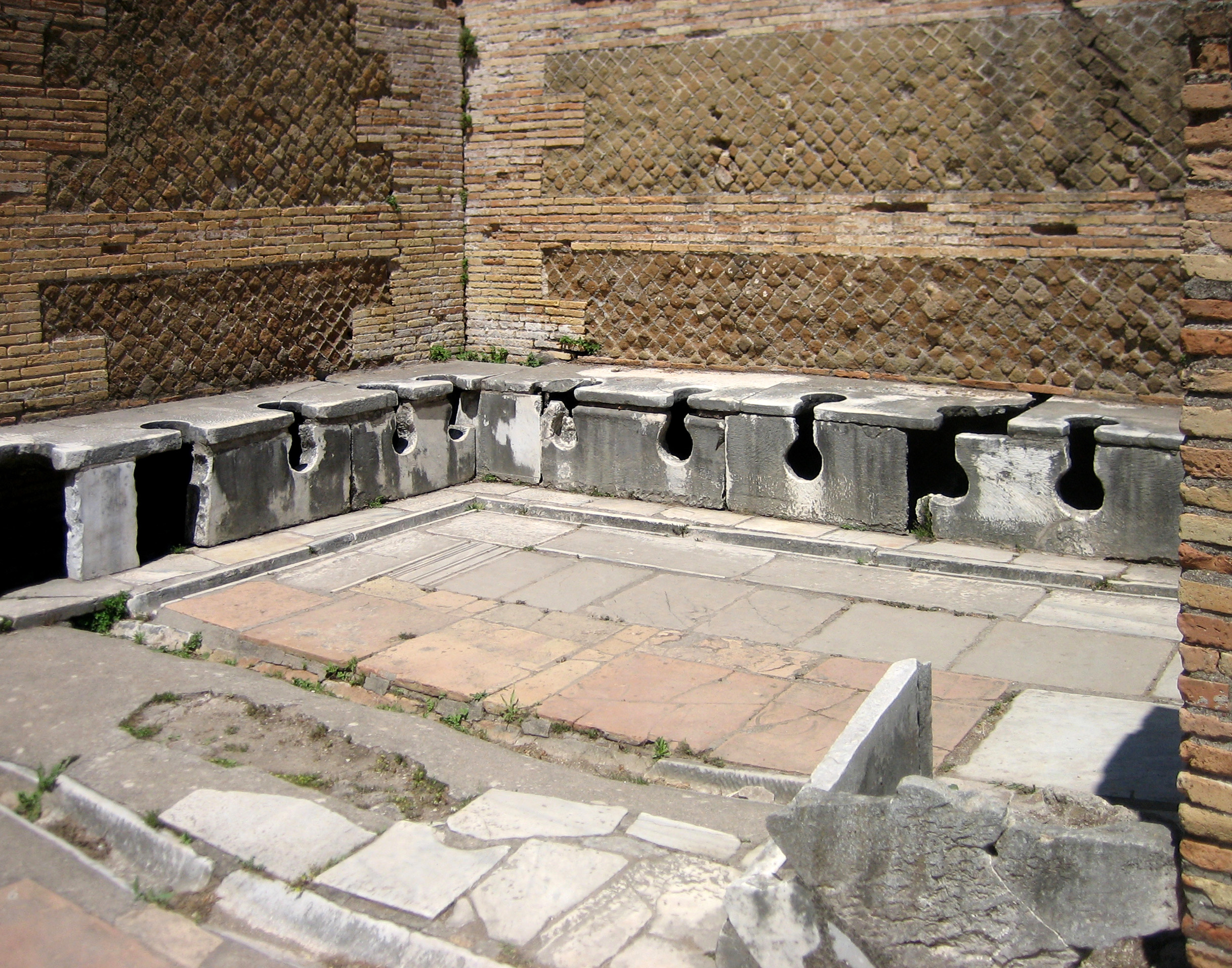
Una latrina pubblica romana (Ostia).

Lo xylospongium è uno strumento dell'antichità, predecessore dello scopino del gabinetto moderno. Consiste in una bacchetta di legno (in greco antico: ξύλον?, xylon ("legno")) con una spugna alla fine (in greco antico: σπόγγος?, spòngos ("spugna")). L'attrezzo era chiamato anche tersorium.

## Storia
Il termine è menzionato in un affresco del II secolo ritrovato nelle terme dei Sette Sapienti a Ostia Antica: i visitatori erano infatti invitati ad usare questo strumento:
Negli scritti lo xylospongium è menzionato per la prima volta in una lettera di Claudius Terentianus a suo padre Claudius Tiberianus. Nei papiri di Michigan dal primo quarto del secolo, C. Terentianus parafrasa la parola xylospongium. Infatti, il termine veniva utilizzato anche in senso dispregiativo o come insulto.
Il filosofo romano Seneca dice che alla metà del I secolo un gladiatore germanico si era suicidato nel gabinetto di un anfiteatro, infilandosi il bastone nella gola.:
(Seneca, Epistulae morales ad Lucilium, Liber VIII, 70 (20-21))
Alla fine del I secolo Marco Valerio Marziale lo ha descritto in un suo epigramma come una “spugna miserabile su un bastone disonesto” con la quale si rimuovono i resti del pranzo.
Tutte le fonti sottintendono il contesto d'uso, che denota l'utilizzo dello xylospongium nelle antiche latrine, anche se non si descrive il modo di utilizzo.

## Uso
Alcuni studiosi ritengono che lo strumento fosse utilizzato direttamente "per pulire se stessi dopo la defecazione", venendo poi immerso e pulito in una fontana prima di essere usato dall'utente successivo.
Altri esperti hanno invece confutato questa tesi sull'uso dello xilospongio, non essendo basata su fonti affidabili e potendosi ragionevolmente supporre che lo xylospongium non fosse altro che l'antenato del moderno scopino.
Il ritrovamento di numerosi brandelli di stoffa in un'antica fossa biologica di Ercolano portò l'archeologo Mark Robinson a ipotizzare che questi frammenti venissero utilizzati per pulirsi, al posto della carta igienica utilizzata oggi.

### Fonti antiche
- Claudius Terentianus, Michigan Papyri VIII, 29-30.
- Seneca, Epistulae morales ad Lucilium Liber 8, 70, 20.
- Martial, Epigrammata, Liber 12,48,7.

### Fonti moderne
- Richard Neudecker, Die Pracht der Latrine. Zum Wandel öffentlicher Bedürfnisanstalten in der kaiserzeitlichen Stadt, in Studien zur antiken Stadt, vol. 1, Monaco di Baviera, Pfeil-Verlag, 1994,  p. 36, ISBN 3-923871-86-4.
- (DE) Gilbert Wiplinger, Der Gebrauch des Xylospongiums – eine neue Theorie zu den hygienischen Verhältnissen in römischen Latrinen, in SPA. SANITAS PER AQUAM. Tagungsband des Internationalen Frontinus-Symposiums zur Technik – und Kulturgeschichte der antiken Thermen Aachen, 18. – 22. März 2009, Leiden, Frontinus-Gesellschaft e.V. & Peeters, 2012,  pp. 295-304, ISBN 978-90-429-2661-5.